# Albert von Thimus
Albert von Thimus, auch Albert Freiherr von Thimus, (* 21. Mai 1806 in Aachen; † 6. November 1878 in Köln) war ein deutscher Appellationsgerichtsrat und Politiker.

## Leben

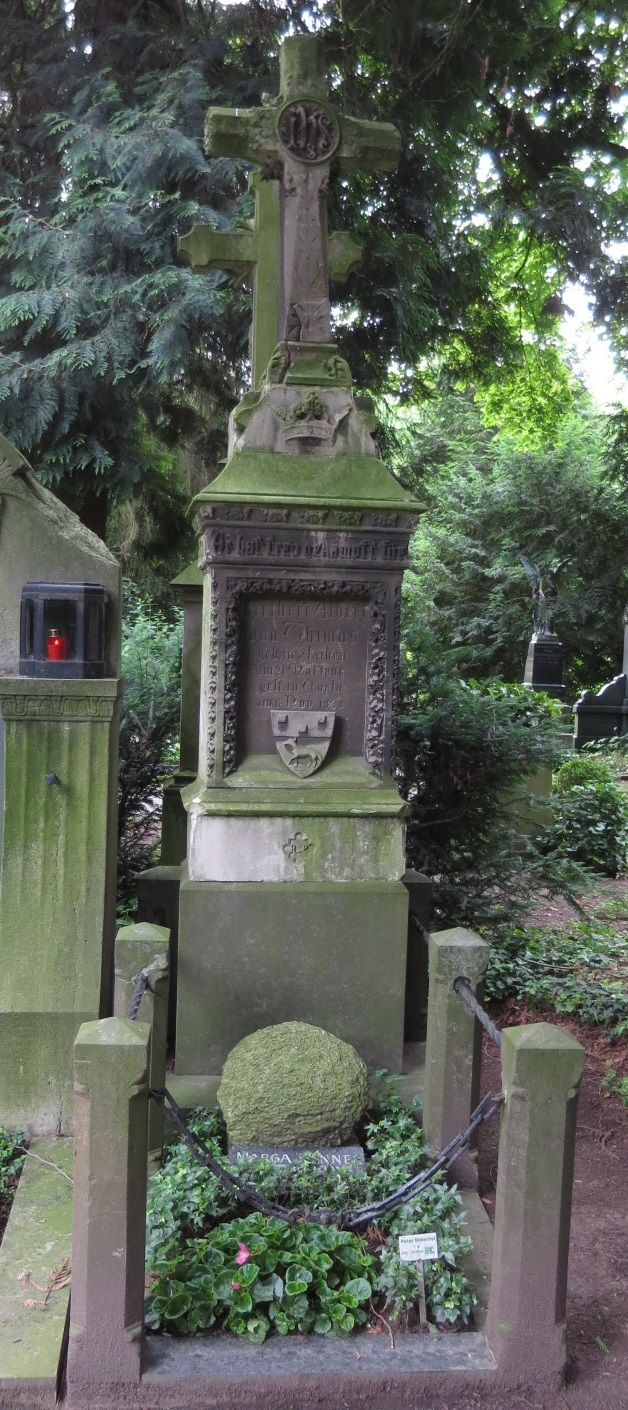
Grab auf dem Melaten-Friedhof

Albert von Thimus war der Sohn von Philipp Anton von Thimus und der Henriette von Fürth sowie der Enkel des ehemaligen Aachener Bürgermeisters Heinrich Josef Freiherr von Thimus-Zieverich. Er war von 1852 bis 1861 Mitglied des Preußischen Abgeordnetenhauses nacheinander für die Wahlkreise Koblenz 1, 2 und 3. Von 1870 bis zu seinem Tode 1878 gehörte er erneut dem Abgeordnetenhaus als Vertreter des Wahlkreises Düsseldorf 12 (Neuß – Grevenbroich – Krefeld-Land) an. Von 1871 bis 1878 war er Mitglied des Deutschen Reichstags für den Wahlkreis Düsseldorf 12 (Neuss – Grevenbroich) und gehörte zur Fraktion des Zentrums.
Er trieb Privatstudien, die in seinem zweibändigen Werk: „Die harmonikale Symbolik des Alterthums“ gipfelten. Ein dritter Band gilt als verschollen. Seine Impulse für eine andere Musikauffassung wurden später von Hans Kayser aufgegriffen.
Seine Grabstätte befindet sich auf dem Kölner Melaten-Friedhof (Lit. V, zwischen Lit.D+E).

## Harmonikale Symbolik des Altertums
Albert von Thimus hat im 19. Jahrhundert eine entscheidende Weiche gestellt, um die Harmonik zu etablieren. Harmonik verstand er als eine auf Zahlenverhältnissen basierende, sich in Musik, Architektur, Kunst, Kultur usw. ausdrückende Proportionslehre. Musik basiert auf Zahlen und deren Verhältnissen zueinander. Die gleichen Gesetzmäßigkeiten der Musik spiegeln sich auch im Menschen und in der Welt wider. Von Thimus baute durch seine Forschungen eine Brücke, die zwischen dem 17. und dem 20. Jahrhundert vermittelte. Sein Werk verstand er als Rekonstruktion ursprünglicher pythagoreischer Weisheit.
Von Thimus sah seine Aufgabe darin, die pythagoreische Schule aus harmonikalen Wurzeln abzuleiten und so einen Beitrag zu einer einheitlichen und ganzheitlichen Weltsicht zu leisten. Er arbeitete das Sefer Jezira, das I Ging, ägyptische, orientalische, griechische, lateinische Texte usw. in sein Buch ein, die er im Sinne einer harmonikalen Art und Weise interpretierte.

## Musikalische Tradition des Albert von Thimus
Von Thimus befindet sich in einem bestimmten musikalischen Kontext. Um sein Werk zu verstehen, muss man die Musiktradition verstehen, die dahinter liegt. Ihr liegt die Einteilung der Musik auf drei verschiedene Art und Weisen zugrunde. 1. Musica instrumentalis, der Instrumentalmusik, die von Musikern ausgeübt und gegebenenfalls auch komponiert wird. 2. Musica humana oder Musik des Menschen. Sie beschreibt die Leib-Seele-Harmonie und die Einheit von Mikrokosmos und Makrokosmos. 3. Musica mundana, die Annahme einer Sphärenharmonie, einer Musik die den Kosmos und eine umfassende Weltharmonik umgreift. Diese auf Boethius zurückgehende Einteilung der Musik weist in die pythagoreische Zeit zurück.
Im antiken Griechenland wurde eine Musikauffassung propagiert, die Platon in seinem Werk „Der Staat“ zum Ausdruck brachte. Er beschrieb die Welt und die Seele in musikalischer Sprache. In seinem Werk „Phaidon“ wird von der Seele gesagt, dass sie eine Harmonie aufgrund von Zahlenverhältnissen sei. Sie kann durch äußere Wirkungen – also auch durch Musik – beeinflusst werden. Dieser Gedanke zieht sich bis in die Neuzeit durch und wird vor allem in der Barockmusik aufgegriffen. Platon war überzeugt, dass sich Zahlen musikalisch erleben lassen, eine Auffassung, die auf Pythagoras zurückgeht. Im Mittelalter wurden musikalische Prinzipien auch in der Architektonik angewandt. Villard de Honnecourt hat in seinem Skizzenbuch einem Teilungskanon entwickelt. Hans Kayser entdeckte, dass dieser identisch ist mit dem griechischen Helikon. In den Bauhütten des Mittelalters, die für den Bau der Kathedralen verantwortlich waren, kulminierte eine pythagoräisch-platonische Auffassung von Musik, die dann über Johannes Kepler zu Albert von Thimus zur Harmonik führte. Hans Kayser, Schüler von Engelbert Humperdinck und Arnold Schönberg, Herausgeber von „Der Dom – Bücher deutscher Mystik“, forschte dann auf der Grundlage der Ergebnisse Albert von Thimus' und entwickelte ein Lehrsystem der Harmonik.

## Werk
- Die harmonikale Symbolik des Alterthums. 2 Bände. 1868 und 1876. (Nachdruck: Hildesheim 1988, ISBN 3-487-04210-X)